# Combrée
Combrée [kɔ̃bʁe] ist eine Kleinstadt und eine Commune déléguée in der französischen Gemeinde Ombrée d’Anjou mit 2.732 Einwohnern (Stand: 1. Januar 2022) im Département Maine-et-Loire in der Region Pays de la Loire. Die Einwohner werden Combréens genannt.
Die Gemeinde Combrée wurde am 15. Dezember 2016 mit neun weiteren Gemeinden, namentlich La Chapelle-Hullin, Chazé-Henry, Grugé-l’Hôpital, Noëllet, Pouancé, La Prévière, Saint-Michel-et-Chanveaux, Le Tremblay und Vergonnes zur neuen Gemeinde Ombrée d’Anjou zusammengeschlossen. Sie gehörte zum Arrondissement Segré und zum Kanton Segré.

## Geografie
Der Ort Combrée liegt etwa 30 Kilometer nordwestlich von Angers und wird im Süden durch den Fluss Verzée begrenzt. Umgeben wurde die Gemeinde Combrée von den Nachbargemeinden Grugé-l’Hôpital im Nordwesten und Norden, Bourg-l’Évêque im Norden, Noyant-la-Gravoyère im Osten, Le Bourg-d’Iré im Südosten, Le Tremblay im Süden, Noëllet im Südwesten sowie Vergonnes im Westen.
Durch das Gebiet der ehemaligen Gemeinde führt die frühere Nationalstraße N 775 (heutige Departementsstraße D 775).

## Bevölkerungsentwicklung
| Jahr                       | 1962 | 1968 | 1975 | 1982 | 1990 | 1999 | 2006 | 2012 |
| Einwohner                  | 3031 | 2975 | 2644 | 2570 | 2560 | 2410 | 2590 | 2816 |
| Quellen: Cassini und INSEE |      |      |      |      |      |      |      |      |

## Sehenswürdigkeiten
- Kirche Saint-Pierre, bereits im 11. Jahrhundert erwähnt, heutiger Bau aus dem 17. Jahrhundert
- Kapelle Sainte-Famille
- Schloss Le Plessis
- Privatschule Institution libre de Combrée, 1810 gegründet, 2005 geschlossen, seit 2007 teilweise durch eine Wiedereingliederungsmaßnahme für Jugendliche genutzt

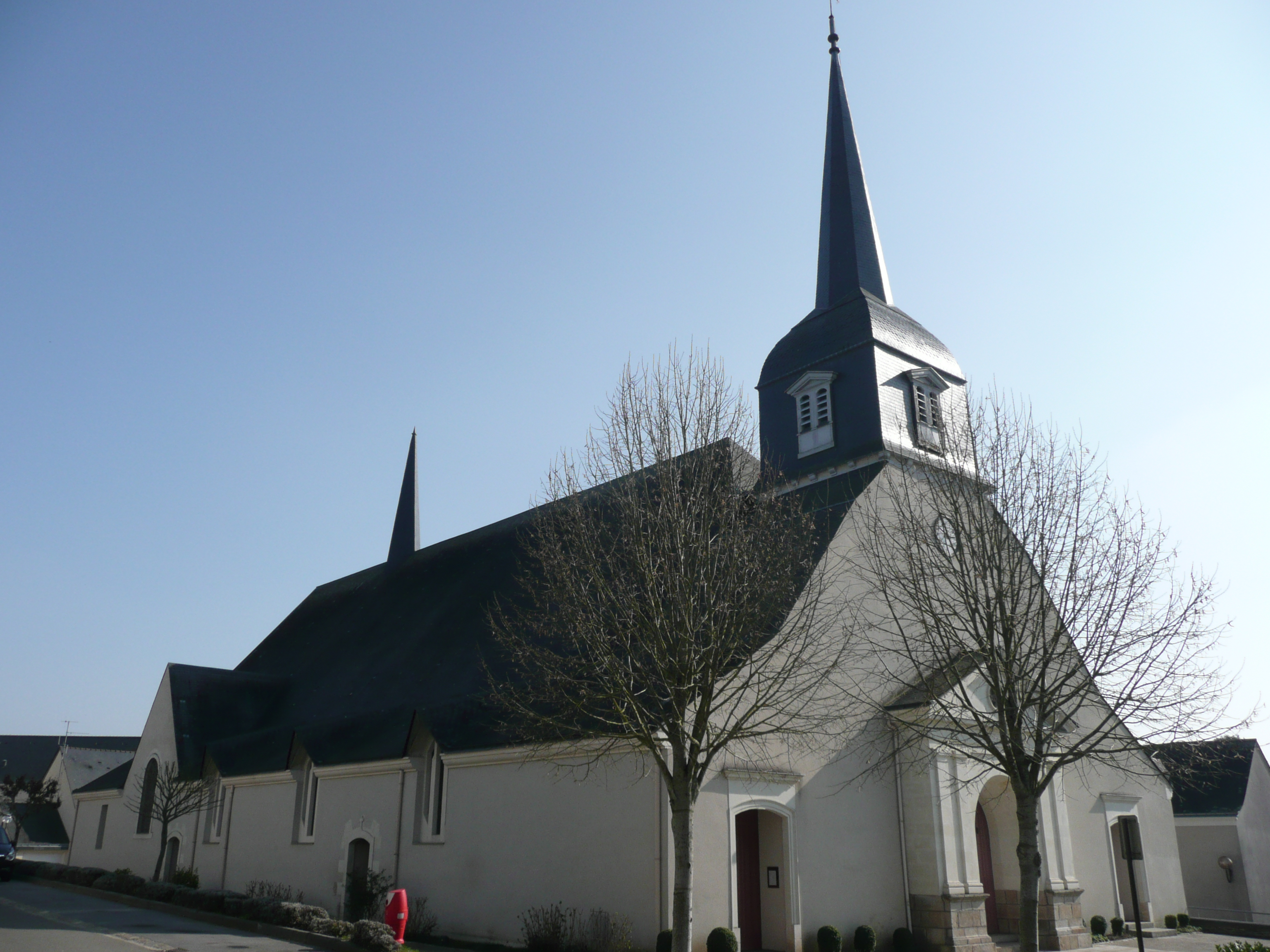
Kirche Saint-Pierre
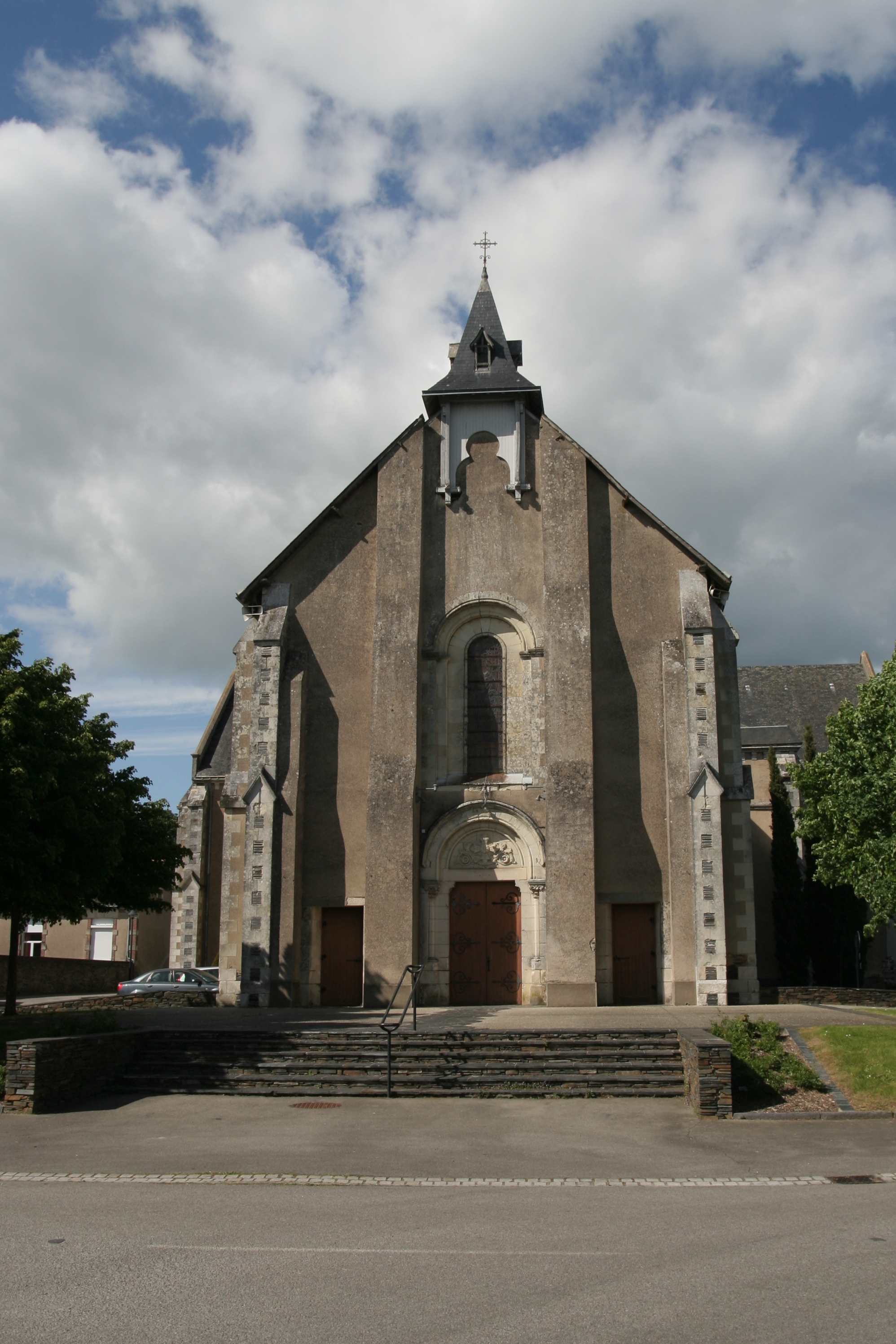
Kapelle Sainte-Famille
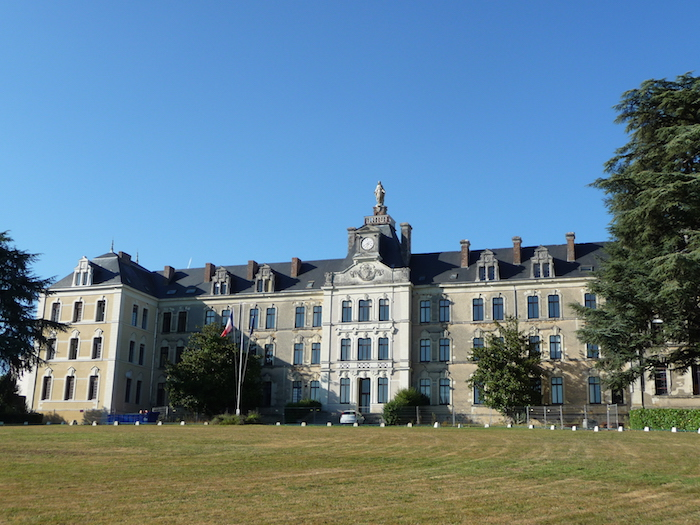
Privatschule Institution libre de Combrée (2005 geschlossen)

## Persönlichkeiten
- Fernand Augereau (1882–1958), Radrennfahrer